# Knack
Knack é um jogo eletrônico de plataforma publicado pela Sony Computer Entertainment e desenvolvido pela SCE Japan Studio em cooperação com o designer Mark Cerny em exclusivo para a PlayStation 4. Foi oficialmente anunciado por Cerny em 20 de Fevereiro de 2013 durante o evento PlayStation Meeting 2013 em Nova Iorque.

## Jogabilidade
O personagem homônimo Knack tem a habilidade de incorporar relíquias a seu corpo, podendo assim, mudar de tamanho e forma. A jogabilidade do jogo foi descrita pelo seu criador como parecida com Crash Bandicoot e Katamari Damacy, com um toque de God of War pelo seu clima épico.

## Enredo
O Doutor estudou antigas relíquias de uma civilização perdida por muitos anos e finalmente encontrou um jeito de uni-las e dar consciência a elas. O resultado é Knack, uma criatura com o poder de incorporar mais relíquias ao seu corpo conforme as encontra, permitindo que ele se transforme de uma criatura com menos de um metro de altura em uma gigantesca máquina de demolição. A humanidade está ameaçada por um exército de goblins e Knack decide protegê-la. Até que ele percebe que os elementos da comunidade humana representam um perigo ainda maior.